# جزایر گلوریوسو
جزایر گلوریوسو از جزیره‌های فرانسه در اقیانوس هند است.
Glorioso Islands نام فارسی آن دخیل از انگلیسی است. یا Glorieuses نامش رااز نمای باشکوهش (glorious) گرفته.
جزایر گلوریوسو از جزیره‌های فرانسه در اقیانوس هند است. این جزایر گروهی از جزایر و صخره‌های فرانسوی کلاً به مساحت ۵ کیلومتر مربع در شمال کانال موزامبیک می‌باشد و در حدود ۱۶۰ کیلومتری شمال غرب ماداگاسکار قرار دارد.
جزایر گلوریوسو دارای منطقه انحصاری اقتصادی به وسعت ۴۸۳۵۰ کیلومتر مربع می‌باشد. این جزایر از دو جزیره به نام گرند گلوریوسو و لی دو لیس و هم چنین هشت جزیره صخره‌ای با نام‌های مشخص تشکیل شده‌است. گرند گلوریوسو تقریباً دایره‌ای و ۳ کیلومتر اندازه دارد. دارای پوشش گیاهی متراکم اساساً از نارگیل و درختان Casuarina می‌باشد.
لی دو لیس نیز در حدود ۸ کیلومتر و در شمال شرق گرند گلوریوسو می‌باشد و از توده‌های ماسه‌ای تشکیل شده‌است. آب و هوای جزایر حاره‌ای و زمین‌های جزایر نیز پست و کم ارتفاع و هموار می‌باشد؛ از سطح دریا تا ۱۲ متر متفاوت است. لی دو لیس مکان مناسبی برای پرندگان مهاجر و لاک پشت‌ها جهت تخم‌گذاری در سواحل می‌باشد.
این جزیره نخستین بار توسط اعراب شناخته شده‌است و بعداً در ۱۸۸۰ توسط فردی فرانسوی به نام ایپولیت کالتوکس نام گذاری شد و مورد سکونت قرار گرفت. وی هم چنین به کاشت نارگیل دست زد.
این جزایر در ۱۸۹۲ تحت مالکیت فرانسه درآمد. در ۱۹۱۴ تا ۱۹۵۸ بهره‌برداری از این جزایر به عهده کمپانی‌های سیشل واگذار شد. این جزایر اکنون به حفاظت گاه‌های طبیعی به همراه ایستگاه‌های هواشناسی تبدیل شده‌اند. ماداگاسکار هنوز ادعای حاکمیت بر این جزایر را دارد.

## نگارخانه

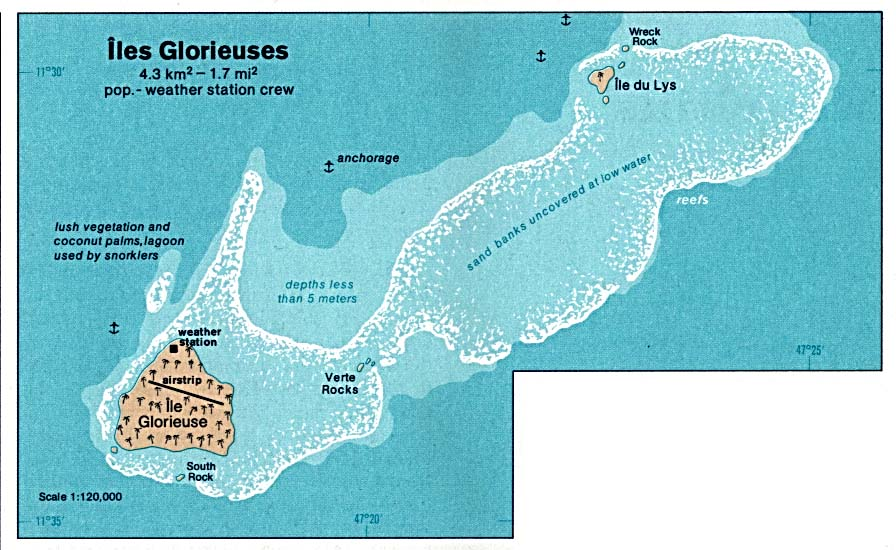
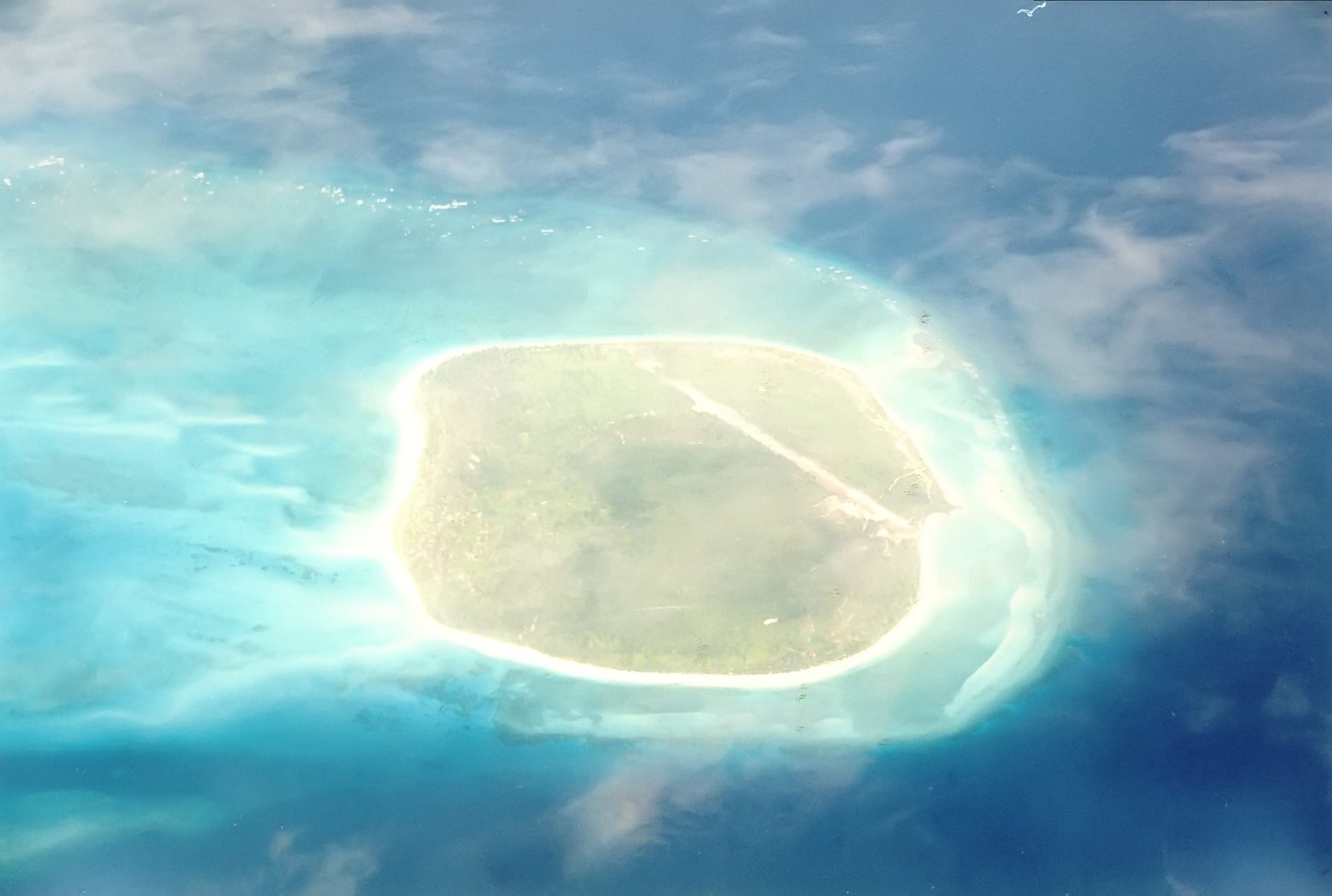
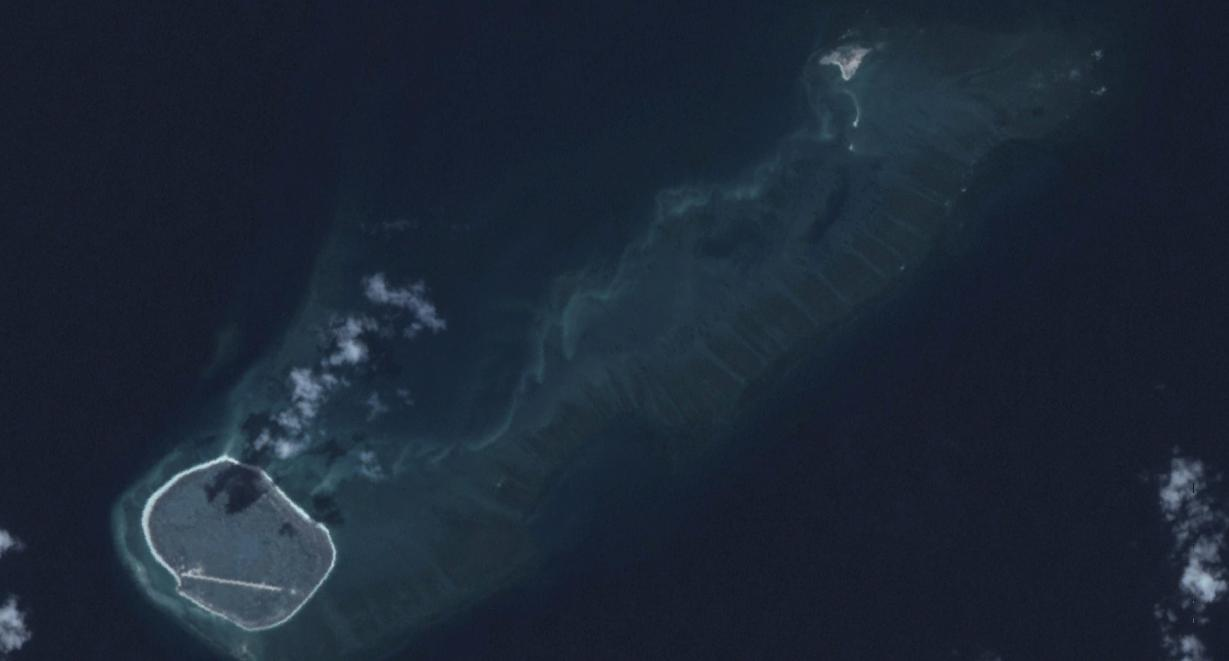

## جستارهای ویژه
سرزمین‌های جنوبی و جنوبگانی فرانسه